# 嘆きの健康優良児
『嘆きの健康優良児』（なげきのけんこうゆうりょうじ）は、完顔阿骨打による日本の成人向け漫画、及びそれを原作としたアニメ作品（OVA）。
完顔阿骨打のデビュー作である本作は、『ペンギンクラブ山賊版』（辰巳出版）にて連載された。単行本は富士美出版より全5巻が発売され、後に蒼竜社から愛蔵版が2巻まで発売された。この愛蔵版は中途までであり、3巻以降は発売されていない。
タイトルはFAIRCHILDの曲から取られており、本編にもテクノポップ・ニューウェーブ関係の小ネタが数多く見られる。
北米では、ADビジョンのソフトセル・ピクチャーズというブランドから"F³: Frantic, Frustrated & Female"という題名でOVAが発売され、のちに"F3: Ménage À Trois"という題名で再発売された。

## 登場人物
小川広恵（おがわ ひろえ）
本作の主人公である女子高生。何をやってもイケない悩みを持つ。だまされやすい性格で、イケるように真弥華、弥生、貴美に協力されてしまう。
純雄（すみお）
広恵の恋人。連載中、長期間登場しなかった為、読者の間で一時死亡説が流れた。
小川真弥華（おがわ まやか）
広恵の姉。バイク好きの女子大生。広恵の悩みを知り、協力するとして強引に行為に及ぶ。高校時代、新体操部の部長と関係を持った。
小川弥生（おがわ やよい）
広恵と真弥華の母。広恵の悩みを知り、強引に協力する。
ベースの演奏を得意とするほか、空中でジャガイモを刻んだり手から糸を出して相手を絡めとるなどの特技を持つ。
大出貴美（おおいで たかみ）
広恵の同級生で自他共に認めるレズ。真弥華に一目惚れして関係を持った。複数の後輩にも手を出している。真弥華に誘われ広恵に協力する。

## 書誌情報
- 完顔阿骨打 『嘆きの健康優良児』 富士美出版〈富士美コミックス〉、全5巻
  1. 1991年11月25日発行（1991年3月25日発売）[要出典]
  2. 1992年2月発行（1991年11月25日発売）[要出典]
  3. 1993年3月発行（1993年2月発売）、ISBN 4-89421-011-8
  4. 1993年12月発行（1993年12月発売）、ISBN 4-89421-095-9
  5. 1995年1月発行（1994年11月発売）、ISBN 4-89421-095-9
- 完顔阿骨打 『嘆きの健康優良児 愛蔵版』 蒼竜社〈プラザコミックス〉、全2巻
  1. 1998年6月発行（1998年6月発売）、ISBN 4-915483-98-3
  2. 1999年2月発行（1999年2月発売）、ISBN 4-88386-017-5

## OVA
1999年10月8日にピンクパイナップルより発売。全3話。監督は阿宮正和が務めた。